# Címbalo húngaro

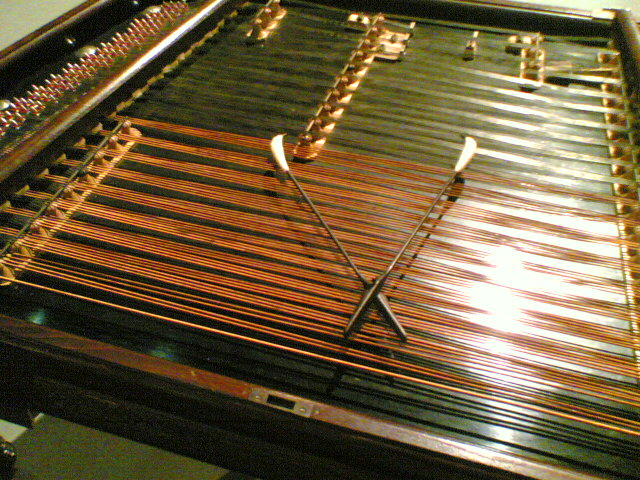
Címbalo húngaro

El címbalo es un instrumento musical. Se cree que el pueblo gitano lo llevó a la Europa oriental aproximadamente en el siglo XIII. Es muy utilizado en la música de países como Hungría, Rumanía, Eslovaquia, Ucrania, Moldavia , etc., y en la música persa iraní, donde se le conoce como santur.
Es un instrumento de cuerda y se toca con un par de mazos en ambas manos, golpeando las cuerdas para hacerlas sonar. Es una especie de salterio pero de mayor tamaño, aunque también los hay portátiles.

## Historia
La primera representación de un cordófono de percusión simple, que se categoriza como un dulcémele de mazos, puede encontrarse en el bajorrelieve asirio en Kyindjuk, aproximadamente por el año 3500 a. C. Los pueblos de todo el Mediterráneo tenían este instrumento, al igual que muchos pueblos en Asia, pero lo denominaban con nombres diferentes.
El mazo del dulcémele folklórico fue tomado por V. Josef Schunda, un experto fabricante de pianos que vivía y trabajaba en Pest, Hungría, como base para un címbalo de concierto, e ideó la producción en serie en 1874.El primer libro de texto para este instrumento fue publicado por Geza Allaga, un miembro de la orquesta de la Real Ópera húngara en 1889.
El instrumento se hizo popular en el Imperio austrohúngaro y fue utilizado por todos los grupos étnicos en el país, incluyendo a judíos klezmorim, así como los músicos eslavos y magiares (húngaros), los romaníes (gitanos) y los músicos lautari (lăutari). El uso de este instrumento se extendió a finales del siglo XIX y sustituyó a la kobza en los conjuntos folklóricos rumanos y moldavos. En Valaquia se usa casi como un instrumento de percusión. En Transilvania y Banat, el estilo de tocarlo es más tonal, con arpegios pesados.

## Ocurrencia y nombres
El instrumento se conoce por diferentes nombres en los diversos países y se toca con variedades de estilos. Véase esta lista parcial:
- Alemania: Zymbal
- Armenia: santir
- Bielorrusia: tsymbaly (цымбалы)
- Eslovaquia: cimbal
- Eslovenia: cimbale
- España: címbalo húngaro
- Francia: cymbalum
- Georgia: tsintsila
- Grecia: sandouri (σαντούρι)
- Holanda: cimbaal, hakkebord
- Hungría: cimbalom
- Irán: santur
- Klezmer & música judía: tsimbl
- Letonia: cimbole
- Lituania: cimbolai
- Mongolia: joqin
- Polonia: cymbały węgierskie
- República Checa: cimbál (AFI: [ʦɪmbaːl])
- Rumanía: ţambal (el címbalo grande se llama ţambal mare)
- Rusia: tsymbaly (цимбалы)
- Ucrania: tsymbaly (цимбали)
- Uzbekistán: chang
- Vietnam: tam-thap-luk